# Havana Rose Liu
Havana Rose Liu, född 1 mars 1997 i Brooklyn, New York, är en amerikansk skådespelare.
Liu har bland annat medverkat i filmerna The Sky Is Everywhere, No Exit och Bottoms.

## Filmografi (i urval)
- 2022 – The Sky Is Everywhere
- 2022 – No Exit
- 2023 – Bottoms
- 2024 – Afraid
- 2025 – Tuner